# باول بارهام
باول بارهام (بالإنجليزية: Paul Barham)‏ هو لاعب دارت بريطاني، ولد في 29 أبريل 1989 في إنجلترا في المملكة المتحدة.

## وصلات خارجية
- باول بارهام على موقع DartsDatabase.co.uk (الإنجليزية)